# Liste des maires de Saint-Brieuc
La liste des maires de Saint-Brieuc présente la liste des maires de la commune française de Saint-Brieuc, située dans le département des Côtes-d'Armor en région Bretagne.

## L’hôtel de ville

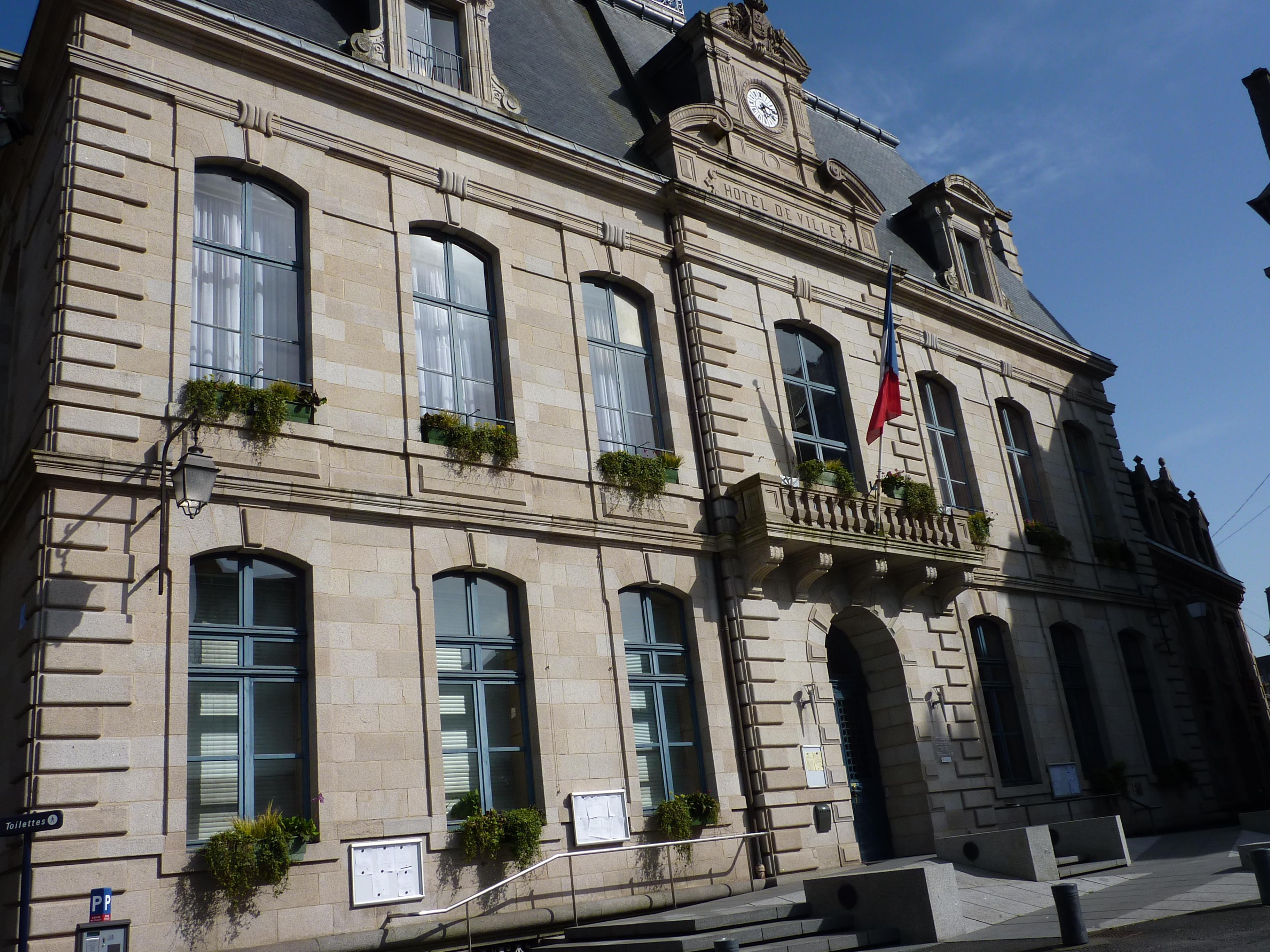
Hotel de ville de Saint-Brieuc se trouvant sur la place du général de Gaulle

## Liste des maires

### Sous l'Ancien Régime
| Période | Période | Identité                                          | Étiquette | Qualité                                                    |
| ------- | ------- | ------------------------------------------------- | --------- | ---------------------------------------------------------- |
| 1779    | 1789    | Jean-François Poulain, dit Poulain-Corbion        |           | Magistrat, Député du Tiers-État aux États généraux de 1789 |
| 1776    | 1779    | Pierre Jacques Le Can, Sr de La Ville Porte Amour |           |                                                            |
| 1774    | 1776    | Jean-Louis Bagot                                  |           |                                                            |
| 1754    | 1774    | Pierre Souvestre, Sr de La Villemain              |           |                                                            |
| 1753    | 1754    | François Michel Lymon, Sr de La Belleissue        |           |                                                            |
| 1748    | 1753    | Pierre Souvestre, Sr de La Villemain              |           |                                                            |
| 1734    | 1748    | Jean Louis Vittu, Sr de La Villemain              |           |                                                            |
| 1733    | 1734    | Pierre Damar, Sr de La Ville-Agan                 |           |                                                            |
| 1731    | 1733    | Olivier Collet                                    |           |                                                            |
| 1729    | 1721    | François Damar, Sr de L'abraham                   |           |                                                            |
| 1727    | 1729    | Alain Ruffelet                                    |           |                                                            |
| 1723    | 1727    | Philippe Le Cesne                                 |           |                                                            |
| 1721    | 1723    | Claude Le Duc                                     |           |                                                            |
| 1719    | 1721    | Jean Pierre Bernard, Sr du Hautcilly              |           |                                                            |
| 1715    | 1719    | Louis Leclerc, Sr de Vauméno                      |           |                                                            |
| 1711    | 1715    | Jean Jouannin, Sr de La Roche                     |           |                                                            |
| 1709    | 1711    | Jacques Le Mesle                                  |           |                                                            |
| 1707    | 1709    | Étienne Lymon, Sr du Tertre                       |           |                                                            |
| 1703    | 1707    | François Le Gal, Sr du Tertre                     |           |                                                            |
| 1700    | 1703    | Jacques Ruffelet, Sr de La Lande                  |           |                                                            |
| 1697    | 1700    | Jean Salomon Guito                                |           |                                                            |
| 1693    | 1697    | Nicolas Chapelain, Sr de La Villeguérin           |           |                                                            |
| 1692    | 1692    | Charles Vincent Théaut                            |           |                                                            |
| 1690    | 1692    | Mathieu Ruffelet, Sr des Ailleux                  |           |                                                            |
| 1689    | 1690    | Thérault, Sr de Boismarcel                        |           |                                                            |
| 1684    | 1686    | Yves Compadre                                     |           |                                                            |
| 1682    | 1684    | Denis Lochet, Sr des Noés                         |           |                                                            |
| 1681    | 1681    | Ollivier Le Mesle                                 |           |                                                            |
| 1680    | 1680    | G. Espivent, Sr de La Ville Boinet                |           |                                                            |
| 1676    | 1676    | L. Estienne, Sr du Clos-Juguet                    |           |                                                            |
| 1674    | 1674    | Jean Bédel, Sr du Puis                            |           |                                                            |
| 1673    | 1673    | Melchior Bagot, Sr de Prévallon                   |           |                                                            |
| 1670    | 1670    | Jean Limon, Sr du Tertre                          |           |                                                            |
| 1669    | 1669    | François Macé, Sr du Bourgneuf                    |           |                                                            |
| 1668    | 1668    | P. James, Sr de La Ville Au Roux                  |           |                                                            |
| 1667    | 1667    | P. Pommeret, Sr du Hayes                          |           |                                                            |
| 1665    | 1665    | P. Ruffelet, Sr de La Villemain                   |           |                                                            |
| 1663    | 1663    | A. Bédel, Sr de La Courneuve                      |           |                                                            |
| 1661    | 1661    | Antoine Henry, Sr du Tertre                       |           |                                                            |
| 1659    | 1659    | Antoine Quinlart, Sr des Mares                    |           |                                                            |
| 1658    | 1658    | Charles Landays                                   |           |                                                            |
| 1657    | 1657    | G. James, Sr de Sieurnes                          |           |                                                            |
| 1654    | 1654    | Antoine Henry, Sr de La Coste                     |           |                                                            |
| 1653    | 1653    | Yves Damar, Sr de La Ville Cado                   |           |                                                            |
| 1650    | 1650    | Jean Bédel, Sr du Puis                            |           |                                                            |
| 1648    | 1648    | Jean Baptiste Proffit, Sr du Plessis              |           |                                                            |
| 1647    | 1647    | François Bédel, Sr de La Plaineville              |           |                                                            |
| 1646    | 1646    | Daniel Leclerc, Sr du Pont                        |           |                                                            |
| 1645    | 1645    | Pastoureau, Sr de La Ville Hellio                 |           |                                                            |
| 1644    | 1644    | Mathurin Rouxel, Sr de Kerfrichard                |           |                                                            |
| 1643    | 1643    | P. Quémar, Sr de La Ville Hervé                   |           |                                                            |
| 1642    | 1642    | Gaisneau, Sr de La Ville Claire                   |           |                                                            |
| 1641    | 1641    | Louis Bodrin, Sr de L'Ile                         |           |                                                            |
| 1640    | 1640    | G. Macé, Sr de La Cour                            |           |                                                            |
| 1639    | 1639    | S. Deliaire, Sr de La Brandière                   |           |                                                            |
| 1638    | 1638    | François Damar, Sr de La Noë                      |           |                                                            |
| 1637    | 1637    | Mathurin Du Val, Sr de Carjégu                    |           |                                                            |
| 1636    | 1636    | François Bagot, Sr de Prévallon                   |           |                                                            |
| 1635    | 1635    | François Beaufait, Sr de L'Épinay                 |           |                                                            |
| 1634    | 1634    | J. Du Val, Sr de La Ville Calmet                  |           |                                                            |
| 1633    | 1633    | J. Desbois, Sr de La Porte-neuve                  |           |                                                            |
| 1632    | 1632    | Antoine Haslé, Sr des Vaux                        |           |                                                            |
| 1631    | 1631    | de La Beausse, Sr de La Ville Oger                |           |                                                            |
| 1630    | 1630    | Ruffelet, Sr de La Ville Denoual                  |           |                                                            |
| 1629    | 1629    | Le Conniac, Sr de La Ville Mainguy                |           |                                                            |
| 1628    | 1628    | Yves Lochet, Sr des Noés                          |           |                                                            |
| 1627    | 1627    | Salomon Compadre, Sr des Alleux                   |           |                                                            |
| 1626    | 1626    | Robin Noulleau, Sr du Jonc                        |           |                                                            |
| 1625    | 1625    | François Bédel, Sr du Puis                        |           |                                                            |
| 1624    | 1624    | Jacques Quiniart, Sr des Mares                    |           |                                                            |
| 1623    | 1623    | Alain Proffit, Sr du Clos                         |           |                                                            |
| 1622    | 1622    | François Le Branchu, Sr du Guémorin               |           |                                                            |
| 1621    | 1621    | G. Guito, Sr de La Brousse                        |           |                                                            |
| 1620    | 1620    | Louis Le Normand, Sr du Pré Orin                  |           |                                                            |
| 1619    | 1619    | G. James, Sr de La Sieure                         |           |                                                            |
| 1618    | 1618    | Jacques Hervé, Sr du Guernault                    |           |                                                            |
| 1617    | 1617    | A. Du Val, Sr de La Ville Calmet                  |           |                                                            |
| 1616    | 1616    | Le Normand, Sr de La Ville Houart                 |           |                                                            |
| 1615    | 1615    | Bertrand Rouxel, Sr du Bois                       |           |                                                            |
| 1614    | 1614    | B. Le Maçon, Sr de Chalonge                       |           |                                                            |
| 1612    | 1613    | Mathurin Rouxel, Sr de Beauvoir                   |           |                                                            |
| 1611    | 1611    | Toussaint Compadre, Sr du Planchix                |           |                                                            |
| 1610    | 1610    | Mathurin Bagot, Sr de Prévallon                   |           |                                                            |
| 1609    | 1609    | B. Harvart, Sr de La Couette                      |           |                                                            |
| 1608    | 1608    | François Desbois, Sr de L'abbaye                  |           |                                                            |
| 1607    | 1607    | François Paboul                                   |           |                                                            |
| 1605    | 1605    | O. Harvart, Sr de La Longuerais                   |           |                                                            |
| 1604    | 1604    | René Perrin                                       |           |                                                            |
| 1603    | 1603    | Jean Chapelain                                    |           |                                                            |
| 1602    | 1602    | Rolland Guillou                                   |           |                                                            |
| 1601    | 1601    | Mathurin Le Coniac, Sr de Botguen                 |           |                                                            |

### Entre 1789 et 1944
| Période        | Période           | Identité                                              | Étiquette         | Qualité |
| -------------- | ----------------- | ----------------------------------------------------- | ----------------- | --- |
| août 1789      | septembre 1791    | Jean-Louis Bagot                                      |                   | Médecin |
| septembre 1791 | octobre 1791      | François Jouannin                                     |                   | |
| octobre 1791   | novembre 1791     | René Lorin                                            |                   | |
| novembre 1791  | décembre 1792     | Denis Le Gall                                         |                   | |
| décembre 1792  | décembre 1794     | René Lorin                                            |                   | |
| décembre 1794  | mars 1796         | Jean Marie Dubois Saint-Sévrin                        |                   | Juge d'instruction |
| mars 1796      | juillet 1796      | François Marie Langlois                               |                   | |
| juillet 1796   | septembre 1797    | Guy Marie Lorin                                       |                   | |
| septembre 1797 | octobre 1797      | Thomas Pierre Ferrary                                 |                   | |
| octobre 1797   | avril 1799        | François Marie Langlois                               |                   | |
| avril 1799     | mai 1800          | Jean Joseph Le Minihys                                |                   | |
| mai 1800       | juin 1800         | Ambroise Damar Saint-Rivily                           |                   | |
| juin 1800      | janvier 1801      | Maurice Bourel de la Villaudore (1741-1828)           |                   | |
| janvier 1801   | mars 1808         | Jean-Louis-Marie Thierry                              |                   | |
| mars 1808      | août 1815         | Mathurin Leuduger-Fortmorel                           |                   | |
| août 1815      | juillet 1816      | François Guynot de Boismenu (1775-1833)               |                   | Avocat, président du tribunal de première instance |
| juillet 1816   | novembre 1818     | Louis-Jean Prud'homme (1745-1832)                     |                   | Imprimeur libraire Député au Conseil des Anciens [réf. nécessaire]                                                                                            |
| novembre 1818  | novembre 1820     | Jean-Baptiste Haouisée de La Villeaucomte             | Droite            | Propriétaire, adjoint au maire (1816 → 1818) Député des Côtes-du-Nord (1820 → 1824)                                                                           |
| novembre 1820  | juin 1823         | Jean-Louis Thierry                                    |                   | Adjoint |
| juin 1823      | septembre 1830    | Julien Charles Gédéon Geslin de Bourgogne (1764-1843) |                   | Capitaine de régiment Maire de Châtelaudren (1815 → 1823) |
| septembre 1830 | décembre 1834     | Pierre Barbe Constant Le Tueux                        |                   | Armateur et négociant Député des Côtes-du-Nord (1831 → 1848) Chevalier de la Légion d'honneur                                                                 |
| décembre 1834  | mai 1835          | Charles Vincent Caplet                                |                   | |
| mai 1835       | mai 1835          | René Paturel                                          |                   | |
| mai 1835       | mars 1848         | François Le Pomellec (1793-1853)                      |                   | Armateur et négociant Président du tribunal de commerce de Saint-Brieuc Conseiller général de Saint-Brieuc-Nord (1836 → 1848)                                 |
| mars 1848      | mai 1848          | Pierre Le Pêcheur-Bertrand                            |                   | |
| mai 1848       | août 1848         | Gabriel-Toussaint Hérault Louis François Guillo-Lohan |                   | |
| août 1848      | septembre 1854    | Jean-Pierre Boulle                                    |                   | |
| septembre 1854 | novembre 1854     | Gabriel-Toussaint Hérault (1802-1872)                 |                   | Notaire, adjoint au maire (1839 → 1864) Chevalier de la Légion d'honneur                                                                                      |
| novembre 1854  | janvier 1864      | Daniel Bonnefin                                       |                   | |
| janvier 1864   | octobre 1872      | Gabriel-Toussaint Hérault (1802-1872)                 |                   | Notaire, adjoint au maire (1839 → 1864) Chevalier de la Légion d'honneur                                                                                      |
| octobre 1872   | décembre 1874     | Jean-Marc Piédevache                                  |                   | Négociant Conseiller général de Saint-Brieuc-Sud (1871 → 1885)                                                                                                |
| décembre 1874  | 1876              | Jean-Marie Viet-Dubourg François Prohomme             |                   | |
| 1876           | janvier 1881      | Jean-Marie Viet-Dubourg                               |                   | |
| janvier 1881   | novembre 1890     | Charles Pradal                                        | Républicain       | Conseiller général de Saint-Brieuc-Sud (1885 → 1896) |
| novembre 1890  | mars 1898 (décès) | Charles Baratoux (1846-1898)                          | Républicain       | Entrepreneur Conseiller général de Saint-Brieuc-Nord (1886 → 1898)                                                                                            |
| mars 1898      | mai 1904          | Louis Hélary                                          |                   | |
| mai 1904       | mai 1908          | Henri Servain                                         |                   | Propriétaire terrien et rentier Conseiller général de Saint-Brieuc-Nord (1906 → 1922)                                                                         |
| mai 1908       | juillet 1908      | Georges Le Mercier                                    | Socialiste        | Instituteur puis employé de commerce |
| juillet 1908   | décembre 1919     | Henri Servain                                         |                   | Propriétaire terrien et rentier Député des Côtes-du-Nord (1919 → 1921) Conseiller général de Saint-Brieuc-Nord (1906 → 1922)                                  |
| décembre 1919  | mai 1925          | Armand Waron                                          | AD                | Opticien, juge au tribunal de commerce Député des Côtes-du-Nord (1924 → 1928)                                                                                 |
| mai 1925       | mai 1929          | Jean-Marie Rioche (1852-1933)                         | Union des Gauches | Avocat, ancien bâtonnier Conseiller général [Quand ?] |
| mai 1929       | août 1931 (décès) | Henri Servain                                         |                   | Propriétaire terrien et rentier Sénateur des Côtes-du-Nord (1921 → 1931)                                                                                      |
| août 1931      | octobre 1940      | Élie-Octave Brilleaud (1876-1956)                     | SFIO              | Négociant-quincailler, premier adjoint du précédent Inspecteur départemental de l'enseignement technique Conseiller général de Saint-Brieuc-Sud (1937 → 1941) |
| octobre 1940   | janvier 1941      | Jean Morvan                                           |                   | |
| janvier 1941   | 4 août 1944       | Émile Chrétien                                        |                   | Professeur honoraire de lycée Président de la délégation spéciale                                                                                             |

### Depuis 1944
Depuis la Libération, onze maires se sont succédé à la tête de la commune.
| Période         | Période                 | Identité                      | Étiquette      | Qualité |
| --------------- | ----------------------- | ----------------------------- | -------------- | --- |
| 6 août 1944     | octobre 1947            | Charles Royer (1884-1971)     | UR             | Ingénieur et industriel, résistant Libération-Nord |
| octobre 1947    | mai 1953                | Jean Nicolas (1880-1953)      | SFIO           | Instituteur puis économe |
| mai 1953        | mars 1959               | Victor Rault                  | MRP            | Directeur administratif de société Député des Côtes-du-Nord (1re circ.) (1958 → 1962) Conseiller général de Saint-Brieuc-Nord (1955 → 1967) |
| mars 1959       | juillet 1962            | Raoul Poupard (1905-2003)     | MRP            | Avocat |
| juillet 1962    | 30 août 1962            | Charles Royer (1884-1971)     |                | Président de la délégation spéciale |
| 30 août 1962    | 6 décembre 1964 (décès) | Antoine Mazier                | PSU            | Professeur agrégé d'histoire Député des Côtes-du-Nord (1946 → 1958) Conseiller général de Saint-Brieuc-Sud (1958 → 1964) |
| décembre 1964   | 26 mars 1965            | Édouard Prigent (1919-1992)   | PCF            | Professeur de lettres classiques, maire par intérim |
| 26 mars 1965    | 13 mars 1983            | Yves Le Foll                  | PSU puis PS    | Professeur puis censeur, résistant FN - Maire honoraire (1983) Député des Côtes-du-Nord (1re circ.) (1967 → 1968 et 1973 → 1978) Conseiller général de Saint-Brieuc-Sud (1964 → 1982) |
| 13 mars 1983    | 24 mars 2001            | Claude Saunier                | PS             | Professeur d'histoire-géographie, maire honoraire (2009) Sénateur des Côtes-d'Armor (1989 → 2008) Conseiller régional de Bretagne (1976 → 1988) Conseiller général du canton de Saint-Brieuc-Nord (1982 → 1989) Président du District du Pays de Saint-Brieuc (1992 → 1999) Président de la CA de Saint-Brieuc (1999 → 2001) |
| 24 mars 2001    | 11 juillet 2017         | Bruno Joncour                 | UDF puis MoDem | Secrétaire administratif des affaires sanitaires et sociales Député des Côtes-d'Armor (1re circ.) (2017 → ) Conseiller régional de Bretagne (1986 → 2010) Président de la CA de Saint-Brieuc (2007 → 2008) Président de Saint-Brieuc Agglomération (2014 → 2016)                                                             |
| 11 juillet 2017 | 4 juillet 2020          | Marie-Claire Diouron (1955- ) | UDI            | Pharmacienne, première adjointe du précédent Présidente de Saint-Brieuc Armor Agglomération (2017 → 2020) |
| 4 juillet 2020  | En cours                | Hervé Guihard (1970- )        | PP             | Cadre territorial 2e vice-président de Saint-Brieuc Armor Agglomération (2020 → ) |

## Biographies des maires

### Biographie du maire actuel
Hervé Guihard (31 mai 1970 à Saint-Malo - )

### Biographies des anciens maires
Marie-Claire Diouron (6 juillet 1955- )
Bruno Joncour (25 novembre 1953 à Bizerte - )
Claude Saunier (26 février 1943 à Saint-Brieuc - 17 octobre 2022 à Saint-Brieuc)
Yves Le Foll (7 février 1912 à Pleyben - 1er septembre 1998 à Saint-Brieuc)
Antoine Mazier (11 octobre 1908 à Saint-Étienne-Cantalès - 6 décembre 1964 à Paris)

## Conseil municipal actuel
Les 43 sièges composant le conseil municipal de Saint-Brieuc ont été pourvus le 28 juin 2020 à l'issue du second tour de scrutin. À l'heure actuelle, il est réparti comme suit : 

## Résultats des élections municipales

### Élection municipale de 2020
Le premier tour de scrutin a eu lieu le 15 mars 2020 dans un contexte particulier, lié à la pandémie de Covid-19. Prévu initialement le 22 mars, le second tour est fixé au 28 juin 2020.
|                                                          |                          |                          |              |              |             |             |        |        |
| Tête de liste                                            | Tête de liste            | Liste                    | Premier tour | Premier tour | Second tour | Second tour | Sièges | Sièges |
| Tête de liste                                            | Tête de liste            | Liste                    | Voix         | %            | Voix        | %           | CM     | CC     |
|                                                          | Hervé Guihard            | PP-PS-PCF-EÉLV-G.s-UDB   | 3 298        | 31,80        | 5 908       | 59,89       | 35     | 19     |
| Réinventons l'espoir - Saint-Brieuc 2020                 |                          |                          | 3 298        | 31,80        | 5 908       | 59,89       | 35     | 19     |
|                                                          | Richard Rouxel           | MoDem                    | 2 206        | 21,27        | 3 956       | 40,10       | 8      | 4      |
| Saint-Brieuc, la volonté d’avenir                        |                          |                          | 2 206        | 21,27        | 3 956       | 40,10       | 8      | 4      |
|                                                          | Corentin Poilbout        | LREM-UDI                 | 2 049        | 19,75        | 3 956       | 40,10       | 8      | 4      |
| En mouvement pour Saint-Brieuc                           |                          |                          | 2 049        | 19,75        | 3 956       | 40,10       | 8      | 4      |
|                                                          | Noël Pierre              | ex-EÉLV-GÉ               | 925          | 8,91         |             |             |        |        |
| Saint-Brieuc écologique, sociale et solidaire            |                          |                          | 925          | 8,91         |             |             |        |        |
|                                                          | Cécile Guillaume         | LFI                      | 832          | 8,02         |             |             |        |        |
| L'Assemblée populaire                                    |                          |                          | 832          | 8,02         |             |             |        |        |
|                                                          | Pierre-Yves Lopin        | RN                       | 783          | 7,55         |             |             |        |        |
| Saint-Brieuc bleu Marine                                 |                          |                          | 783          | 7,55         |             |             |        |        |
|                                                          | Alain Le Fol             | LO                       | 201          | 1,93         |             |             |        |        |
| Lutte ouvrière - Faire entendre le camp des travailleurs |                          |                          | 201          | 1,93         |             |             |        |        |
|                                                          | Pierre Lo Monaco         | POID                     | 76           | 0,73         |             |             |        |        |
| Pour la reconquête de la démocratie communale            |                          |                          | 76           | 0,73         |             |             |        |        |
|                                                          |                          |                          |              |              |             |             |        |        |
| Votes valides                                            | Votes valides            | Votes valides            | 10 370       | 96,39        | 9 864       | 95,98       |        |        |
| Votes blancs                                             | Votes blancs             | Votes blancs             | 115          | 1,07         | 217         | 2,11        |        |        |
| Votes nuls                                               | Votes nuls               | Votes nuls               | 273          | 2,54         | 196         | 1,91        |        |        |
| Total                                                    | Total                    | Total                    | 10 758       | 100          | 10 277      | 100         | 43     | 23     |
| Abstention                                               | Abstention               | Abstention               | 18 054       | 62,66        | 18 573      | 64,38       |        |        |
| Inscrits / participation                                 | Inscrits / participation | Inscrits / participation | 28 812       | 37,34        | 28 850      | 34,19       |        |        |

### Élection municipale de 2014
| Tête de liste                                                              | Tête de liste     | Liste                    | Premier tour | Premier tour | Second tour | Second tour | Sièges | Sièges |
| Tête de liste                                                              | Tête de liste     | Liste                    | Voix         | %            | Voix        | %           | CM     | CC     |
| -------------------------------------------------------------------------- | ----------------- | ------------------------ | ------------ | ------------ | ----------- | ----------- | ------ | ------ |
|                                                                            | Bruno Joncour *   | MoDem-UDI-UMP (UD)       | 8 037        | 49,40        | 9 048       | 54,97       | 34     | 16     |
| Saint-Brieuc, la dimension humaine force d'avenir                          |                   |                          | 8 037        | 49,40        | 9 048       | 54,97       | 34     | 16     |
|                                                                            | Didier Le Buhan   | PS-PCF-EELV-UDB-DVG (UG) | 4 329        | 26,61        | 5 431       | 32,99       | 7      | 3      |
| Pour Saint-Brieuc, engagés et solidaires                                   |                   |                          | 4 329        | 26,61        | 5 431       | 32,99       | 7      | 3      |
|                                                                            | Pierre-Yves Lopin | FN                       | 1 836        | 11,28        | 1 980       | 12,02       | 2      | 1      |
| Saint-Brieuc Bleu marine                                                   |                   |                          | 1 836        | 11,28        | 1 980       | 12,02       | 2      | 1      |
|                                                                            | Marion Gorgiard   | FG-NPA                   | 1 504        | 9,24         |             |             |        |        |
| À gauche vraiment 2014                                                     |                   |                          | 1 504        | 9,24         |             |             |        |        |
|                                                                            | Alain Le Fol      | LO                       | 390          | 2,39         |             |             |        |        |
| Lutte Ouvrière - Faire entendre le camp des travailleurs                   |                   |                          | 390          | 2,39         |             |             |        |        |
|                                                                            | Pierre Lo Monaco  | POI                      | 172          | 1,05         |             |             |        |        |
| Rassemblement pour la rupture avec les mesures d'austérité du gouvernement |                   |                          | 172          | 1,05         |             |             |        |        |
|                                                                            |                   |                          |              |              |             |             |        |        |
| Inscrits                                                                   | Inscrits          | Inscrits                 | 30 951       | 100,00       | 30 954      | 100,00      |        |        |
| Abstentions                                                                | Abstentions       | Abstentions              | 14 170       | 45,78        | 13 972      | 45,14       |        |        |
| Votants                                                                    | Votants           | Votants                  | 16 781       | 54,22        | 16 982      | 54,86       |        |        |
| Blancs et nuls                                                             | Blancs et nuls    | Blancs et nuls           | 513          | 3,06         | 523         | 3,08        |        |        |
| Exprimés                                                                   | Exprimés          | Exprimés                 | 16 268       | 96,94        | 16 459      | 96,92       |        |        |
| * Liste du maire sortant                                                   |                   |                          |              |              |             |             |        |        |

### Élection municipale de 2008
| Tête de liste                                                      | Tête de liste     | Liste                  | Premier tour | Premier tour | Second tour | Second tour | Sièges | Sièges |
| Tête de liste                                                      | Tête de liste     | Liste                  | Voix         | %            | Voix        | %           | CM     |        |
| ------------------------------------------------------------------ | ----------------- | ---------------------- | ------------ | ------------ | ----------- | ----------- | ------ | ------ |
|                                                                    | Bruno Joncour *   | MoDem-UMP-DVD (UD)     | 8 394        | 44,71        | 10 543      | 54,28       | 33     |        |
| Saint-Brieuc, ville d'avenir, la dimension humaine                 |                   |                        | 8 394        | 44,71        | 10 543      | 54,28       | 33     |        |
|                                                                    | Danielle Bousquet | PS-PCF-LV-PRG-UDB (UG) | 7 533        | 40,12        | 8 879       | 45,72       | 10     |        |
| Saint-Brieuc 2008 à gauche de cœur                                 |                   |                        | 7 533        | 40,12        | 8 879       | 45,72       | 10     |        |
|                                                                    | Samuel Burlot     | LCR-Emgann             | 1 600        | 8,52         |             |             |        |        |
| Saint-Brieuc à gauche toute                                        |                   |                        | 1 600        | 8,52         |             |             |        |        |
|                                                                    | Jacques Melet     | DVD                    | 718          | 3,82         |             |             |        |        |
| Ensemble pour Saint-Brieuc                                         |                   |                        | 718          | 3,82         |             |             |        |        |
|                                                                    | Alain Le Fol      | LO                     | 347          | 1,85         |             |             |        |        |
| Lutte ouvrière                                                     |                   |                        | 347          | 1,85         |             |             |        |        |
|                                                                    | Pierre Lo Monaco  | PT                     | 184          | 0,98         |             |             |        |        |
| Pour la défense de la démocratie communale et des services publics |                   |                        | 184          | 0,98         |             |             |        |        |
|                                                                    |                   |                        |              |              |             |             |        |        |
| Inscrits                                                           | Inscrits          | Inscrits               | 32 332       | 100,00       | 32 329      | 100,00      |        |        |
| Abstentions                                                        | Abstentions       | Abstentions            | 13 016       | 40,26        | 12 184      | 37,69       |        |        |
| Votants                                                            | Votants           | Votants                | 19 316       | 59,74        | 20 145      | 62,31       |        |        |
| Blancs et nuls                                                     | Blancs et nuls    | Blancs et nuls         | 723          | 2,80         | 1 923       | 3,59        |        |        |
| Exprimés                                                           | Exprimés          | Exprimés               | 18 776       | 97,20        | 19 422      | 96,41       |        |        |
| * Liste du maire sortant                                           |                   |                        |              |              |             |             |        |        |

### Élection municipale de 2001
| Tête de liste                                                                     | Tête de liste    | Liste          | Premier tour | Premier tour | Second tour | Second tour | Sièges | Sièges |
| Tête de liste                                                                     | Tête de liste    | Liste          | Voix         | %            | Voix        | %           | CM     |        |
| --------------------------------------------------------------------------------- | ---------------- | -------------- | ------------ | ------------ | ----------- | ----------- | ------ | ------ |
|                                                                                   | Bruno Joncour    | UDF-RPR-DL-GE  | 6 546        | 40,56        | 8 969       | 51,69       | 33     |        |
| Pour Saint-Brieuc, l'énergie nouvelle                                             |                  |                | 6 546        | 40,56        | 8 969       | 51,69       | 33     |        |
|                                                                                   | Michel Brémont   | PS-PCF-Verts   | 5 934        | 36,77        | 8 384       | 48,31       | 10     |        |
| Ensemble réussir Saint-Brieuc (1er tour) Ensemble Saint-Brieuc à gauche (2d tour) |                  |                | 5 934        | 36,77        | 8 384       | 48,31       | 10     |        |
|                                                                                   | Maryse Paraire   | MDC            | 2 075        | 12,86        | 8 384       | 48,31       | 10     |        |
| À gauche autrement                                                                |                  |                | 2 075        | 12,86        | 8 384       | 48,31       | 10     |        |
|                                                                                   | Alain Le Fol     | LO             | 1 209        | 7,49         |             |             |        |        |
| Lutte ouvrière soutenue par Arlette Laguiller                                     |                  |                | 1 209        | 7,49         |             |             |        |        |
|                                                                                   | Pierre Lo Monaco | PT             | 376          | 2,33         |             |             |        |        |
| Pour la défense de la démocratie communale et la laïcité                          |                  |                | 376          | 2,33         |             |             |        |        |
|                                                                                   |                  |                |              |              |             |             |        |        |
| Inscrits                                                                          | Inscrits         | Inscrits       | 30 662       | 100,00       | 30 659      | 100,00      |        |        |
| Abstentions                                                                       | Abstentions      | Abstentions    | 13 563       | 44,23        | 12 389      | 40,41       |        |        |
| Votants                                                                           | Votants          | Votants        | 17 099       | 55,77        | 18 270      | 59,59       |        |        |
| Blancs ou nuls                                                                    | Blancs ou nuls   | Blancs ou nuls | 959          | 5,61         | 917         | 5,02        |        |        |
| Exprimés                                                                          | Exprimés         | Exprimés       | 16 140       | 94,39        | 17 353      | 94,98       |        |        |

### Élection municipale de 1995
| Tête de liste                                                           | Tête de liste      | Liste              | Premier tour | Premier tour | Second tour | Second tour | Sièges | Sièges |
| Tête de liste                                                           | Tête de liste      | Liste              | Voix         | %            | Voix        | %           | CM     |        |
| ----------------------------------------------------------------------- | ------------------ | ------------------ | ------------ | ------------ | ----------- | ----------- | ------ | ------ |
|                                                                         | Claude Saunier *   | PS-PCF-UDB-MDC-DVG | 8 296        | 43,34        | 10 886      | 54,73       | 34     |        |
| Saint-Brieuc, une ambition partagée                                     |                    |                    | 8 296        | 43,34        | 10 886      | 54,73       | 34     |        |
|                                                                         | Christian Daniel   | RPR-UDF-DVD        | 7 001        | 36,57        | 9 005       | 45,27       | 9      |        |
| Saint-Brieuc pour tous                                                  |                    |                    | 7 001        | 36,57        | 9 005       | 45,27       | 9      |        |
|                                                                         | Marc Boivin        | LV-AREV            | 1 286        | 6,72         |             |             |        |        |
| Saint-Brieuc Écologie Solidarité                                        |                    |                    | 1 286        | 6,72         |             |             |        |        |
|                                                                         | Gérard Gautier     | SE                 | 865          | 4,52         |             |             |        |        |
| Saint-Brieuc, nouveau cap                                               |                    |                    | 865          | 4,52         |             |             |        |        |
|                                                                         | Marie-Claude Génie | FN                 | 806          | 4,21         |             |             |        |        |
| Saint-Brieuc, ville française                                           |                    |                    | 806          | 4,21         |             |             |        |        |
|                                                                         | Alain Le Fol       | LO                 | 584          | 3,05         |             |             |        |        |
| Lutte ouvrière pour un plan de défense des travailleurs et des chômeurs |                    |                    | 584          | 3,05         |             |             |        |        |
|                                                                         | Édouard Le Moigne  | PT                 | 304          | 1,59         |             |             |        |        |
| Défense de la démocratie communale                                      |                    |                    | 304          | 1,59         |             |             |        |        |
|                                                                         |                    |                    |              |              |             |             |        |        |
| Inscrits                                                                | Inscrits           | Inscrits           | 32 934       | 100,00       | 32 931      | 100,00      |        |        |
| Abstentions                                                             | Abstentions        | Abstentions        | 13 407       | 40,71        | 12 297      | 37,34       |        |        |
| Votants                                                                 | Votants            | Votants            | 19 527       | 59,29        | 20 634      | 62,66       |        |        |
| Blancs ou nuls                                                          | Blancs ou nuls     | Blancs ou nuls     | 385          | 1,97         | 743         | 3,60        |        |        |
| Exprimés                                                                | Exprimés           | Exprimés           | 19 142       | 98,03        | 19 891      | 96,40       |        |        |
| * Liste du maire sortant                                                |                    |                    |              |              |             |             |        |        |

### Élection municipale de 1989
| Tête de liste                         | Tête de liste    | Liste       | Premier tour | Premier tour | Second tour | Second tour | Sièges | Sièges |
| Tête de liste                         | Tête de liste    | Liste       | Voix         | %            | Voix        | %           | CM     |        |
| ------------------------------------- | ---------------- | ----------- | ------------ | ------------ | ----------- | ----------- | ------ | ------ |
|                                       | Claude Saunier * | PS-PCF      | 9 108        | 45,84        | 8 684       | 42,10       | 31     |        |
| Réussir ensemble avec la gauche       |                  |             | 9 108        | 45,84        | 8 684       | 42,10       | 31     |        |
|                                       | Bruno Joncour    | UDF-RPR     | 6 886        | 34,66        | 7 363       | 35,70       | 8      |        |
| Liste d'union « Saint-Brieuc Avenir » |                  |             | 6 886        | 34,66        | 7 363       | 35,70       | 8      |        |
|                                       | Jacques Mangold  | LV          | 2 895        | 14,57        | 4 579       | 22,20       | 4      |        |
| Vert, écologie, Saint-Brieuc          |                  |             | 2 895        | 14,57        | 4 579       | 22,20       | 4      |        |
|                                       | Raymond Blanc    | FN          | 980          | 4,93         |             |             |        |        |
| Liste Blanc                           |                  |             | 980          | 4,93         |             |             |        |        |
|                                       |                  |             |              |              |             |             |        |        |
| Inscrits                              | Inscrits         | Inscrits    | 32 297       | 100,00       | 32 292      | 100,00      |        |        |
| Abstentions                           | Abstentions      | Abstentions | 11 809       | 36,56        | 11 314      | 35,04       |        |        |
| Votants                               | Votants          | Votants     | 20 488       | 63,44        | 20 978      | 64,96       |        |        |
| Nuls                                  | Nuls             | Nuls        | 619          | 1,92         | 352         | 1,09        |        |        |
| Exprimés                              | Exprimés         | Exprimés    | 19 869       | 61,52        | 20 626      | 63,87       |        |        |
| * Liste du maire sortant              |                  |             |              |              |             |             |        |        |

### Élection municipale de 1983
|                            | Claude Saunier    | PS-PCF-MRG-PSU-UDB | 13 171 | 53,98  | 33 |  |  |  |
| Saint-Brieuc gauche unie   |                   |                    | 13 171 | 53,98  | 33 |  |  |  |
|                            | Jean-Pierre Morin | DVD-RPR-UDF-CNI-NI | 11 230 | 46,02  | 10 |  |  |  |
| Liste de l'opposition unie |                   |                    | 11 230 | 46,02  | 10 |  |  |  |
|                            |                   |                    |        |        |    |  |  |  |
| Inscrits                   | Inscrits          | Inscrits           | 33 169 | 100,00 |    |  |  |  |
| Abstentions                | Abstentions       | Abstentions        | 7 982  | 24,06  |    |  |  |  |
| Votants                    | Votants           | Votants            | 25 187 | 75,94  |    |  |  |  |
| Nuls                       | Nuls              | Nuls               | 786    | 2,37   |    |  |  |  |
| Exprimés                   | Exprimés          | Exprimés           | 24 401 | 73,56  |    |  |  |  |